# Alfred Kerr
Alfred Kerr, född Kempner den 25 december 1867 i Breslau (nuvarande Wrocław i Polen), död 12 oktober 1948 i Hamburg i Tyskland, var en tysk-judisk kritiker.
Alfred Kerr gjorde sig känd som teaterkritiker i början av 1900-talet och medverkade i tidningar som Neue Rundschau, Der Tag och Berliner Tageblatt. Kerr bidrog till att lansera Gerhart Hauptmann, Henrik Ibsen, August Strindberg och Arthur Schnitzler i Tyskland. Bland Kerrs skrifter märks Godwi (1898), Herr Sudermann, der D..Di..Dichter (1903), Das neue Drama (1904), Schauspielkunst (1904), Die Harfe (1918), Die Welt im Drama (5 band, 1904-17), Die Welt mi Licht (2 band, 1920), New York und London (1923), O Spanien (1924), Yankeeland (1925) och Caprichos (1925).
Från 1913 gav han ut konst- och litteraturtidskriften Pan.
Han var far till författaren Judith Kerr.